# 阿弥陀寺 (南相馬市)
阿弥陀寺（あみだじ）は、福島県南相馬市鹿島区にある浄土宗の寺院。

## 歴史
1396年（応永3年）頃、源尊によって開山された。源尊は福島県広野町の成徳寺を創建した聖観の弟子である。また新田岩松氏出身で領主の岩松義政の菩提寺となっている。境内は岩松氏の館跡といわれており、空堀や土塁の遺構がある。
当寺には義政の遺品とされる寺宝が多く残されている。この中のいくつかは国や福島県の文化財に指定されている。境内にある五輪塔は義政の墓といわれている。

## 文化財
- 刺繍阿弥陀名号掛幅（重要文化財 昭和35年6月9日指定）[3]
- 刺繍阿弥陀三尊来迎掛幅（福島県指定重要文化財 昭和54年3月23日指定）[4]
- 法然上人像板木(裏面善導大師像板木) 附 舟板六字名号板木ほか9枚（福島県指定重要文化財 昭和54年3月28日指定）[4]
- 阿弥陀寺の善光寺式仏像（南相馬市指定文化財 昭和48年12月20日指定）[5]
- 阿弥陀寺の銅鐘（南相馬市指定文化財 昭和61年9月1日指定）[5]
- 高台寺式唐草模様懸盤漆塗膳椀（南相馬市指定文化財 昭和61年9月1日指定）[5]
- 阿弥陀寺の大いちょう（南相馬市指定天然記念物 昭和48年12月20日指定）[5]

## 交通アクセス
- 鹿島駅より徒歩25分。